# Telèfon funcional

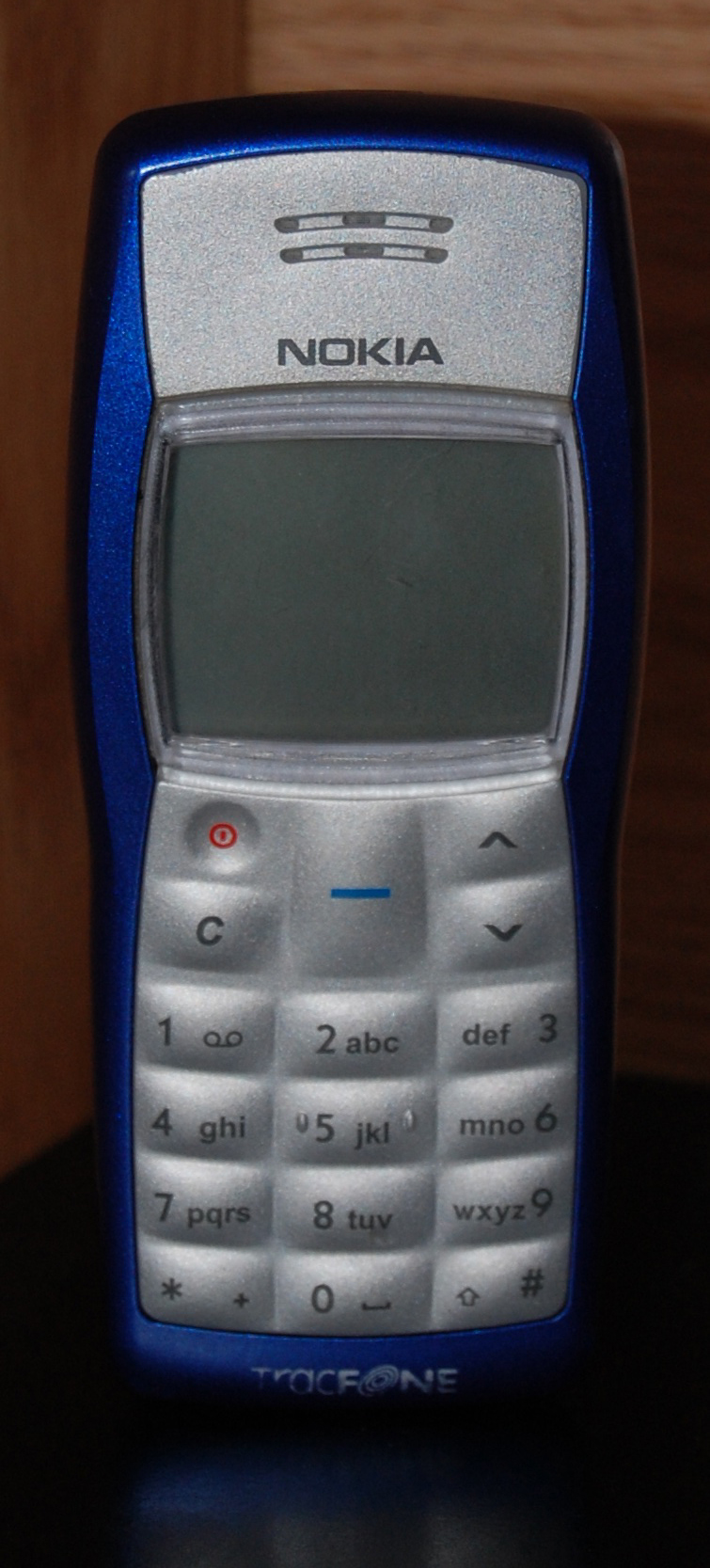
Un Nokia 1100 del 2003; un conegut telèfon funcional.

Telèfon funcional (en anglès feature phone), és un terme aplicat a certs telèfons mòbils de gamma baixa o de característiques limitades enfront la introducció dels telèfons intel·ligents de pantalla multitàctil. Els telèfons funcionals solien portar d'antuvi les funcions bàsiques d'un mòbil, com el poder fer i rebre trucades, enviar i rebre missatges de text, manejar arxius multimèdia o navegar per internet emprant connexions GSM o WiFi. Tanmateix, per donar més facilitat a la massificació d'aquests telèfons de baix cost, s'hi ha anat afegint: connectivitat 3G, pantalla tàctil, clients de correu Exchange, GPS, ràdio FM, càmera de fotos i accessos directes a serveis de xarxes socials.

## Definició
Abans de l'esclat de popularitat dels telèfons intel·ligents amb pantalla multitouch, el terme "telèfon funcional" s'utilitzava sovint en telèfons mòbils de gamma alta per a clients minoritaris, que es van desenvolupar amb l'arribada de les xarxes 3G, i que permetien una amplada de banda suficient per a aquestes capacitats.
Actualment, en determinats casos i segons l'abast de la seva funcionalitat, els telèfons funcionals poden tenir moltes de les capacitats d'un telèfon intel·ligent, tot i que els programes i app's són relativament limitats i utilitzen sistemes operatius "ad hoc" com la desapareguda plataforma Serie 40, programada en Java. Per raó de la manca de suport tècnic en general, són categoritzats als Estats Units com dumb phones .

## Ús actual
Amb el pas dels anys, els fabricants han sabut dirigir les vendes d'aquests telèfons intel·ligents de baix cost cap els mercats que aprofitaven millor la gamma baixa. Els telèfons funcionals són comercialitzats com a alternativa de menor cost als telèfons intel·ligents, específicament en mercats emergents. El 2015, els telèfons funcionals han estat catalogats com la gamma més baixa del mercat mòbil dels països desenvolupats, i seguint en aquest nínxol, han arribat a ser entre d'un 15 % a un 20 % dels telèfons mòbils existents al món.

## Història

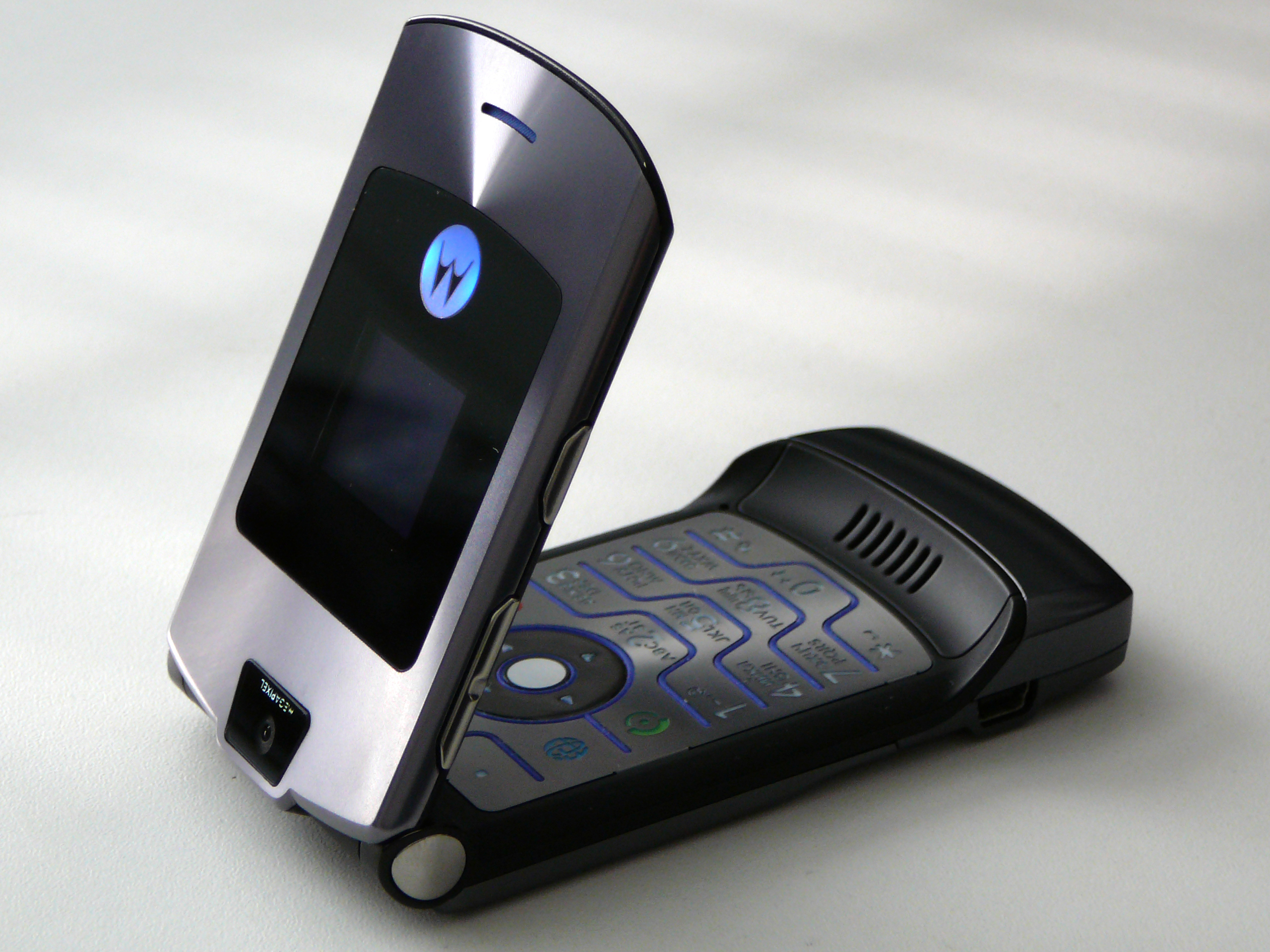
Motorola Razr V3i

A les economies desenvolupades, la moda i la fidelitat a la marca van impulsar les vendes, ja que els mercats havien madurat i la gent va passar al seu segon i tercer telèfon. Als Estats Units, la innovació tecnològica pel que fa a la funcionalitat ampliada va ser una consideració secundària, ja que els dissenys de telèfons allà es van centrar en la miniaturització.
Els sistemes operatius de telèfons funcionals existents en aquell moment no estaven dissenyats per gestionar tasques addicionals més enllà de la comunicació i les funcions bàsiques, i a causa de la complexa burocràcia i altres factors, mai van desenvolupar un sistema de programes més eficients. Per contra, l'iPhone OS (rebatejat com a iOS el 2010) i l'Android es van dissenyar com sistemes operatius robusts, que incorporen programes de tercers amb capacitats com ara la multitasca o processadors gràfics per a satisfer les futures demandes dels consumidors. Aquestes plataformes també van eclipsar la popularitat de les plataformes de telèfons intel·ligents dirigides històricament als mercats empresarials, com ara la dels BlackBerry.
Hi va haver un canvi en la indústria dels telèfons funcionals (incloent els telèfons intel·ligents de gamma baixa), degut principalment al volum de vendes dels telèfons intel·ligents de gamma alta, que tenien marges més elevats, de manera que els fabricants van considerar aquests telèfons intel·ligents de gamma alta més lucratius que els telèfons funcionals. Tanmateix, l'abandonament dels telèfons funcionals ha obligat als operadors de xarxes mòbils a augmentar els subsidis als telèfons mòbils, i els alts preus de venda dels telèfons intel·ligents emblemàtics han tingut un efecte negatiu en els operadors de xarxes mòbils, que han vist caure els seus guanys abans d'interessos, impostos, depreciació i els marges d'amortització (EBITDA) a mesura que venien més telèfons intel·ligents i menys telèfons funcionals.
Per ajudar a compensar això, els operadors solen utilitzar dispositius de gamma alta per vendre als clients amb plans de servei de preu més elevat amb assignacions de dades mòbils més grans. Les tendències de mercat han demostrat que els consumidors estan disposats a pagar més pels telèfons intel·ligents que inclouen funcions i tecnologia més noves, i que els telèfons intel·ligents es consideren més rellevants en la cultura popular actual que els telèfons funcionals.